# Badminton nos Jogos Olímpicos de Verão de 2016 - Duplas femininas

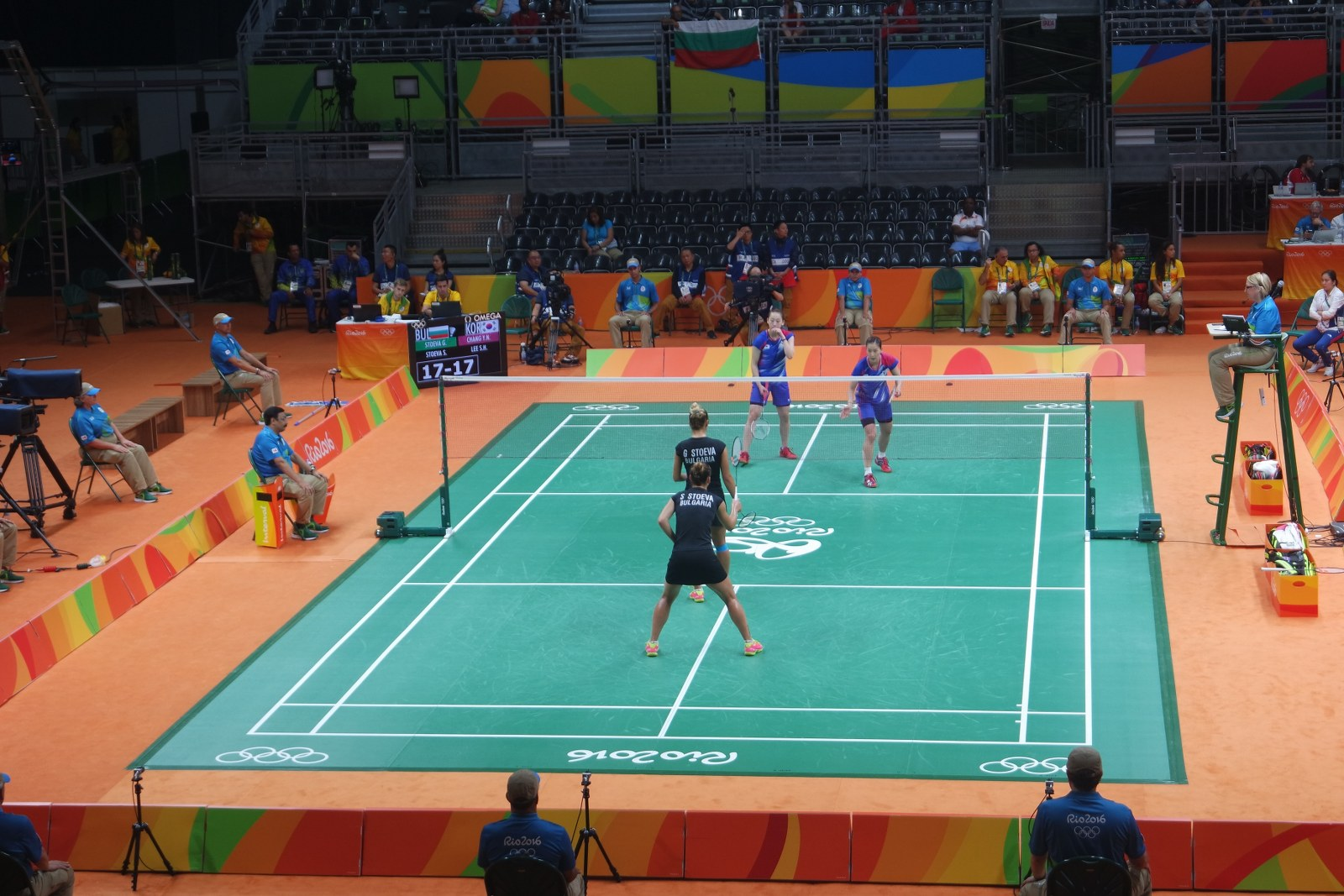
Partida da primeira fase entre as duplas da Coreia do Sul e da Bulgária.

O torneio de duplas femininas do badminton nos Jogos Olímpicos de Verão de 2016 decorreu entre 11 e 18 de agosto no pavilhão 4 do Riocentro. O torneio consistiu de uma primeira fase de grupos, seguida de eliminatórias.

## Calendário
|          | Quinta 11 ago | Sexta 12 ago | Sábado 13 ago | Domingo 14 ago | Segunda 15 ago | Terça 16 ago | Quarta 17 ago | Quinta 18 ago |
| -------- | ------------- | ------------ | ------------- | -------------- | -------------- | ------------ | ------------- | ------------- |
| Feminino | Grupos        | Grupos       | Grupos        |                | Quartas        | Semi         |               | Finais        |

## Medalhistas
O Japão venceu o ouro ao superar a Dinamarca, enquanto a Coreia do Sul levou a melhor na luta pelo bronze frente à equipa chinesa.
| Ouro   | JPN Misaki Matsutomo e Ayaka Takahashi        |
| Prata  | DEN Christinna Pedersen e Kamilla Rytter Juhl |
| Bronze | KOR Jung Kyung-eun e Shin Seung-chan          |

## Resultados

### Fase de grupos
As duplas começaram por disputar uma fase de grupos, com quatro equipas divididas em quatro poules. As duas primeiras avançaram para a fase seguinte.

#### Grupo A
| Equipe                                            | J | V | D | SG | SP | Pts |
| ------------------------------------------------- | - | - | - | -- | -- | --- |
| JPN Misaki Matsutomo / Ayaka Takahashi            | 3 | 3 | 0 | 6  | 0  | 3   |
| NED Eefje Muskens / Selena Piek                   | 3 | 2 | 1 | 4  | 3  | 2   |
| THA Puttita Supajirakul / Sapsiree Taerattanachai | 3 | 1 | 2 | 2  | 4  | 1   |
| IND Jwala Gutta / Ashwini Ponnappa                | 3 | 0 | 3 | 1  | 6  | 0   |

| Equipe 1                             | Pontos              | Equipe 2                             |
| 11 de agosto, 08:00                  | 11 de agosto, 08:00 | 11 de agosto, 08:00                  |
| ------------------------------------ | ------------------- | ------------------------------------ |
| JPN M Matsutomo / A Takahashi        | 21–15 21–10         | IND J Gutta / A Ponnappa             |
| 11 de agosto, 15:55                  |                     |                                      |
| NED E Muskens / S Piek               | 21–13 22–20         | THA P Supajirakul / S Taerattanachai |
| 12 de agosto, 08:25                  |                     |                                      |
| JPN M Matsutomo / A Takahashi        | 21–15 21–15         | THA P Supajirakul / S Taerattanachai |
| 12 de agosto, 09:00                  |                     |                                      |
| NED E Muskens / S Piek               | 21–16 16–21 –17     | IND J Gutta / A Ponnappa             |
| 13 de agosto, 08:00                  |                     |                                      |
| JPN M Matsutomo / A Takahashi        | 21–9 21–11          | NED E Muskens / S Piek               |
| 13 de agosto, 10:45                  |                     |                                      |
| THA P Supajirakul / S Taerattanachai | 21–17 21–15         | IND J Gutta / A Ponnappa             |

#### Grupo B
| Equipe                                        | J | V | D | SG | SP | PW  | PL  | Pts |
| --------------------------------------------- | - | - | - | -- | -- | --- | --- | --- |
| KOR Jung Kyung-eun / Shin Seung-chan          | 3 | 2 | 1 | 4  | 2  | 118 | 92  | 2   |
| DEN Christinna Pedersen / Kamilla Rytter Juhl | 3 | 2 | 1 | 4  | 2  | 113 | 91  | 2   |
| CHN Luo Ying / Luo Yu                         | 3 | 2 | 1 | 4  | 2  | 108 | 100 | 2   |
| USA Eva Lee / Paula Lynn Obanana              | 3 | 0 | 3 | 0  | 6  | 70  | 126 | 0   |

| Equipe 1                       | Pontos              | Equipe 2                       |
| 11 de agosto, 09:35            | 11 de agosto, 09:35 | 11 de agosto, 09:35            |
| ------------------------------ | ------------------- | ------------------------------ |
| DEN C Pedersen / K Rytter Juhl | 11–21 18–21         | CHN Luo Y / Luo Y              |
| 11 de agosto, 20:30            |                     |                                |
| KOR Jung K-e / Shin S-c        | 21–14 21–12         | USA E Lee / P L Obanana        |
| 12 de agosto, 15:55            |                     |                                |
| DEN C Pedersen / K Rytter Juhl | 21–9 21–6           | USA E Lee / P L Obanana        |
| 12 de agosto, 19:30            |                     |                                |
| KOR Jung K-e / Shin S-c        | 21–10 21–14         | CHN Luo Y / Luo Y              |
| 13 de agosto, 15:55            |                     |                                |
| KOR Jung K-e / Shin S-c        | 16–21 18–21         | DEN C Pedersen / K Rytter Juhl |
| 13 de agosto, 19:30            |                     |                                |
| CHN Luo Y / Luo Y              | 21–14 21–15         | USA E Lee / P L Obanana        |

#### Grupo C
| Equipe                                        | J | V | D | SG | SP | Pts |
| --------------------------------------------- | - | - | - | -- | -- | --- |
| INA Nitya Krishinda Maheswari / Greysia Polii | 3 | 3 | 0 | 6  | 0  | 3   |
| MAS Vivian Hoo Kah Mun / Woon Khe Wei         | 3 | 2 | 1 | 4  | 2  | 2   |
| GBR Heather Olver / Lauren Smith              | 3 | 1 | 2 | 2  | 5  | 1   |
| HKG Poon Lok Yan / Tse Ying Suet              | 3 | 0 | 3 | 1  | 6  | 0   |

| Equipe 1                      | Pontos              | Equipe 2                      |
| 11 de agosto, 10:10           | 11 de agosto, 10:10 | 11 de agosto, 10:10           |
| ----------------------------- | ------------------- | ----------------------------- |
| INA N K Maheswari / G Polii   | 21–9 21–11          | HKG Poon L Y / Tse Y S        |
| 11 de agosto, 11:55           |                     |                               |
| MAS Vivian Hoo K M / Woon K W | 21–17 24–22         | GBR H Olver / L Smith         |
| 12 de agosto, 10:10           |                     |                               |
| MAS Vivian Hoo K M / Woon K W | 21–15 21–13         | HKG Poon L Y / Tse Y S        |
| 12 de agosto, 15:30           |                     |                               |
| INA N K Maheswari / G Polii   | 21–10 21–13         | GBR H Olver / L Smith         |
| 13 de agosto, 09:35           |                     |                               |
| INA N K Maheswari / G Polii   | 21–19 21–19         | MAS Vivian Hoo K M / Woon K W |
| 13 de agosto, 21:05           |                     |                               |
| GBR H Olver / L Smith         | 21–17 18–21 –16     | HKG Poon L Y / Tse Y S        |

#### Grupo D
| Equipe                                | J | V | D | SG | SP | Pts |
| ------------------------------------- | - | - | - | -- | -- | --- |
| KOR Chang Ye-na / Lee So-hee          | 3 | 3 | 0 | 6  | 2  | 3   |
| CHN Tang Yuanting / Yu Yang           | 3 | 2 | 1 | 5  | 2  | 2   |
| BUL Gabriela Stoeva / Stefani Stoeva  | 3 | 1 | 2 | 2  | 4  | 1   |
| GER Johanna Goliszewski / Carla Nelte | 3 | 0 | 3 | 1  | 6  | 0   |

| Equipe 1                | Pontos              | Equipe 2                    |
| 11 de agosto, 15:30     | 11 de agosto, 15:30 | 11 de agosto, 15:30         |
| ----------------------- | ------------------- | --------------------------- |
| KOR Chang Y-n / Lee S-h | 24–22 21–15         | BUL G Stoeva / S Stoeva     |
| 11 de agosto, 15:30     |                     |                             |
| CHN Tang YT / Yu Y      | 21–10 21–11         | GER J Goliszewski / C Nelte |
| 12 de agosto, 10:10     |                     |                             |
| KOR Chang Y-n / Lee S-h | 21–18 18–21 –17     | GER J Goliszewski / C Nelte |
| 12 de agosto, 15:55     |                     |                             |
| CHN Tang YT / Yu Y      | 21–14 21–11         | BUL G Stoeva / S Stoeva     |
| 13 de agosto, 08:00     |                     |                             |
| CHN Tang YT / Yu Y      | 18–21 –14 11–21     | KOR Chang Y-n / Lee S-h     |
| 13 de agosto, 20:30     |                     |                             |
| BUL G Stoeva / S Stoeva | 21–14 21–19         | GER J Goliszewski / C Nelte |

### Fase final
Na fase final as duplas jogaram encontros a eliminar. Quem discutiu as medalhas disputou um total de três encontros nesta fase.
|  | Quartas de final | Quartas de final                                | Quartas de final                                | Quartas de final                                | Quartas de final |                                        |                                                 | Semifinais                               | Semifinais          | Semifinais          | Semifinais          | Semifinais          |                     |    | Final | Final                                    | Final | Final | Final |  |  |
|  |                  |                                                 |                                                 |                                                 |                  |                                        |                                                 |                                          |                     |                     |                     |                     |                     |    |       |                                          |       |       |       |  |  |
|  | A1               | JPN Misaki Matsutomo JPN Ayaka Takahashi        | 21                                              | 18                                              | 21               |                                        |                                                 |                                          |                     |                     |                     |                     |                     |    |       |                                          |       |       |       |  |  |
|  | C2               | MAS Vivian Hoo Kah Mun MAS Woon Khe Wei         | 16                                              | 21                                              | 9                |                                        |                                                 |                                          |                     |                     |                     |                     |                     |    |       |                                          |       |       |       |  |  |
|  | C2               | MAS Vivian Hoo Kah Mun MAS Woon Khe Wei         | 16                                              | 21                                              | 9                |                                        | A1                                              | JPN Misaki Matsutomo JPN Ayaka Takahashi | 21                  | 21                  |                     |                     |                     |    |       |                                          |       |       |       |  |  |
|  |                  |                                                 |                                                 |                                                 |                  |                                        | A1                                              | JPN Misaki Matsutomo JPN Ayaka Takahashi | 21                  | 21                  |                     |                     |                     |    |       |                                          |       |       |       |  |  |
|  |                  | B1                                              | KOR Jung Kyung-eun KOR Shin Seung-chan          | 16                                              | 15               |                                        |                                                 |                                          |                     |                     |                     |                     |                     |    |       |                                          |       |       |       |  |  |
|  | B1               | B1                                              | KOR Jung Kyung-eun KOR Shin Seung-chan          | 16                                              | 15               | KOR Jung Kyung-eun KOR Shin Seung-chan | 21                                              | 20                                       | 21                  |                     |                     |                     |                     |    |       |                                          |       |       |       |  |  |
|  | B1               |                                                 |                                                 |                                                 |                  | KOR Jung Kyung-eun KOR Shin Seung-chan | 21                                              | 20                                       | 21                  |                     |                     |                     |                     |    |       |                                          |       |       |       |  |  |
|  | A2               | NED Eefje Muskens NED Selena Piek               | 13                                              | 22                                              | 14               |                                        |                                                 |                                          |                     |                     |                     |                     |                     |    |       |                                          |       |       |       |  |  |
|  |                  |                                                 |                                                 |                                                 |                  |                                        |                                                 |                                          |                     |                     |                     |                     |                     |    | A1    | JPN Misaki Matsutomo JPN Ayaka Takahashi | 18    | 21    | 21    |  |  |
|  |                  |                                                 | B2                                              | DEN Christinna Pedersen DEN Kamilla Rytter Juhl | 21               | 9                                      | 19                                              |                                          |                     |                     |                     |                     |                     |    |       |                                          |       |       |       |  |  |
|  | D2               | CHN Tang Yuanting CHN Yu Yang                   | 21                                              | 21                                              |                  |                                        |                                                 |                                          |                     |                     |                     |                     |                     |    |       |                                          |       |       |       |  |  |
|  | C1               | INA Nitya Krishinda Maheswari INA Greysia Polii | 11                                              | 14                                              |                  |                                        |                                                 |                                          |                     |                     |                     |                     |                     |    |       |                                          |       |       |       |  |  |
|  | C1               | INA Nitya Krishinda Maheswari INA Greysia Polii | 11                                              | 14                                              |                  | D2                                     | CHN Tang Yuanting CHN Yu Yang                   | 16                                       | 21                  | 19                  |                     |                     |                     |    |       |                                          |       |       |       |  |  |
|  |                  |                                                 |                                                 |                                                 |                  | D2                                     | CHN Tang Yuanting CHN Yu Yang                   | 16                                       | 21                  | 19                  |                     |                     |                     |    |       |                                          |       |       |       |  |  |
|  |                  | B2                                              | DEN Christinna Pedersen DEN Kamilla Rytter Juhl | 21                                              | 14               | 21                                     |                                                 |                                          | Disputa pelo bronze | Disputa pelo bronze | Disputa pelo bronze | Disputa pelo bronze | Disputa pelo bronze |    |       |                                          |       |       |       |  |  |
|  | B2               | B2                                              | DEN Christinna Pedersen DEN Kamilla Rytter Juhl | 21                                              | 14               | 21                                     | DEN Christinna Pedersen DEN Kamilla Rytter Juhl | 28                                       | Disputa pelo bronze | Disputa pelo bronze | Disputa pelo bronze | Disputa pelo bronze | Disputa pelo bronze | 18 | 21    |                                          |       |       |       |  |  |
|  | B2               |                                                 |                                                 |                                                 |                  |                                        | DEN Christinna Pedersen DEN Kamilla Rytter Juhl | 28                                       |                     |                     |                     |                     |                     | 18 | 21    |                                          |       |       |       |  |  |
|  | D1               | KOR Chang Ye-na KOR Lee So-hee                  | 26                                              | 21                                              | 15               |                                        |                                                 |                                          |                     |                     |                     |                     |                     |    | B1    | KOR Jung Kyung-eun KOR Shin Seung-chan   | 21    | 21    |       |  |  |
|  |                  |                                                 |                                                 |                                                 |                  |                                        |                                                 |                                          |                     |                     |                     |                     |                     |    | D2    | CHN Tang Yuanting CHN Yu Yang            | 8     | 17    |       |  |  |